# ۲۲۴ (عدد)
۲۲۴ یک عدد طبیعی است که بعد از ۲۲۳ و قبل از ۲۲۵ قرار دارد.